# Брод в Подбочју
Брод в Подбочју (словен. Brod v Podbočju) је насељено место у општини Кршко, Посавска регија, Словенија.

## Историја
До територијалне реорганизације у Словенији био је у саставу старе општине Кршко.

## Становништво
У попису становништва из 2011. године, Брод в Подбочју имао је 98 становника.
| Број становника према пописима | Број становника према пописима | Број становника према пописима |
| ------------------------------ | ------------------------------ | ------------------------------ |
| 1991                           | 2002                           | 2011                           |
| 118                            | 99                             | 98                             |

Напомена: До 1955. исказивано под именом Брод.